# Oh Seung-yoon
Oh Seung-yoon (Hangul: 오승윤, RR: O Seung-yun), es un actor surcoreano.

## Biografía
Estudió teatro y cine en la Universidad de Hanyang.
En septiembre del 2019 inició su servicio militar obligatorio.

## Carrera
Es miembro de la agencia "RSP Company".
Seung-yoon empezó su carrera como actor infantil.
En el 2004 se unió al elenco recurrente de la serie Immortal Admiral Yi Sun-sin, donde interpretó al académico Ryu Seong-ryong de joven. Ese mismo año también dio vida a Lee Hong de joven en la serie The Land.
En 2005 se unió al elenco recurrente de la serie Ballad of Seodong, donde dio vida a Bum-saeng, el hijo mayor de Maek Do-soo (Im Hyun-sik).
En el 2007 dio vida al joven Hyeon-go, quien más tarde se convierte en el líder de la aldea de Geomul en la serie The Legend. Papel interpretado por el actor Oh Kwang-rok de adulto.
En 2008 se unió al elenco recurrente de la serie King Sejong the Great, donde interpretó al sexto Emperador Yingzong de la Dinastía Ming.
En el 2012 dio vida a Jo Soo en la actualidad, en la serie romántica Love Rain.
En 2013 se unió al elenco recurrente de la serie Goddess of Fire donde interpretó al talentoso alfarero Lee Yook-do de joven, el medio hermano de Yoo Jung (Moon Geun-young), Papel interpretado por el actor Park Gun-hyung de adulto.
El 6 de abril del 2016 se unió al elenco recurrente de la serie Love on a Rooftop donde dio vida a Yoon Seung-jae, el hermano menor de Yoon Seung-hye (Im Se-mi), hasta el final de la serie el 28 de agosto del mismo año.
En noviembre del 2018 se unió al elenco de la serie The Last Empress, donde interpreta al Príncipe Heredero Lee Yoon, hasta ahora.
En el 2019 se anunció que se había unido al elenco recurrente de la serie Melo Is My Nature (también conocida como "Be Melodramatic"), donde daría vida a Lee Hyo-bong, un productor de dramas; sin embargo el 12 de julio del mismo año se anunció que después de que se anunciara el 11 de julio del mismo año que Seung-yoon había sido fichado, por permitirle a su novia manejar en estado de ebriedad.
Ese mismo año se había unido al elenco del programa Love Me Actually, sin embargo la producción del programa también anunció que habían decido no continuar con su participación.

## Filmografía

### Series de televisión
| Año     | Título                       | Personaje                       | Canal | Notas         | Ref.               |
| ------- | ---------------------------- | ------------------------------- | ----- | ------------- | ------------------ |
| 1996    | Salted Mackerel              |                                 | MBC   |               |                    |
| 1996-97 | Illusion                     |                                 | MBC   |               |                    |
| 1997    | 70 Minutes                   |                                 | SBS   | 1 episodio    |                    |
| 2000    | Ajumma                       | Jang Gyeon                      | MBC   |               |                    |
| 2001-02 | Ladies of the Palace         | Bok Sung-goon                   | SBS   |               |                    |
| 2002-04 | Magic Kid Masuri'            | Ma Soo-ri                       | KBS2  |               |                    |
| 2004    | Jang Gil-san                 | Lee Ji-yong                     | SBS   |               |                    |
| 2004-05 | The Land                     | Lee Hong (de joven)             | SBS   |               |                    |
| 2004-05 | Immortal Admiral Yi Sun-sin  | Ryu Seong-ryong (de joven)      | KBS1  |               |                    |
| 2005-06 | Ballad of Seodong            | Bum-saeng                       | SBS   |               |                    |
| 2006-07 | Jumong                       | Chun-Doong                      | MBC   |               |                    |
| 2007    | Capital Scandal              | Sun Woo-min                     | KBS2  |               |                    |
| 2007    | The Legend                   | Hyeon-go (de joven)             | MBC   |               |                    |
| 2008    | King Sejong the Great        | Emperador Yingzong de Ming      | KBS1  |               |                    |
| 2008    | Elephant                     |                                 | MBC   |               |                    |
| 2009    | The Queen Returns            | Na Sun-nam                      | KBS2  |               |                    |
| 2010-11 | The King of Legend           | Boo Yeo-geun                    | KBS1  |               |                    |
| 2012    | Love Rain                    | Jo Soo                          |       |               |                    |
| 2013    | Special Affairs Team TEN     | Shim Yi-ho                      | OCN   | Ep. 3         |                    |
| 2013    | Ugly Alert                   | Lee Kyung-rae                   | SBS   | 2 episodios   |                    |
| 2013    | Goddess of Fire              | Lee Yook-do (de joven)          | MBC   |               |                    |
| 2014    | 12 Years Promise             | Jang Hoon                       | JTBC  |               |                    |
| 2014    | Ugly Miss Young-Ae           | Lee Young-min                   | tvN   |               |                    |
| 2015    | Love on a Rooftop            | Yoon Seung-jae                  | KBS2  | 101 episodios |                    |
| 2016-17 | The Sun in the Sky           | Kang Han-soo                    | KBS2  |               |                    |
| 2017    | Kang Deok Sun’s Love History | Kim Seok-sam                    | KBS2  | Drama Special |                    |
| 2018-19 | The Last Empress             | Príncipe Lee Yoon / Vincent Lee | SBS   |               |                    |
| 2022    | Cleaning Up                  | Byeong Ryul                     | JTBC  |               |                    |
| 2023    | Perfect Marriage Revenge     | Yoo Se-hyuk                     | MBN   |               | [ 8 ] [ 9 ] [ 10 ] |

### Películas
| Año  | Título                            | Personaje       | Notas                                                                                                |
| ---- | --------------------------------- | --------------- | --- |
| 2002 | Magic Kid Masuri                  | Ma Soo-ri       | Junto a Yoon Young-ah, Kim Sung-kyum, Kim Kyu-chul, Kim Na-woon, Han Bo-bae, Lee Hong-gi y Lee David |
| 2015 | Martial Arts Detective: Chinatown | Lee Jo-young    | |
| 2016 | Grand Father                      | Kim Kyu-young   | |
| 2017 | Warriors of the Dawn              | Príncipe Im-Hae | Junto a Lee Jung-jae, Yeo Jin-goo, Kim Mu-yeol, Bae Soo-bin, Esom, Oh Kwang-rok y Kim Young-min      |

### Programas de variedades
| Año  | Título         | Notas                                |
| ---- | -------------- | ------------------------------------ |
| 2016 | Singing Battle | 2 episodios (ep. # 10-11) - invitado |

## Doblaje

### Cine
| Año  | Título                                                   | Personaje                     | Notas |
| ---- | -------------------------------------------------------- | ----------------------------- | ----- |
| 1995 | The Lion King                                            | -                             |       |
| 1995 | Toy Story                                                | Andy Davis                    |       |
| 1996 | Tarzan                                                   | Tarzán                        |       |
| 2000 | The Emperor's New Groove                                 | Emperador Kuzco               |       |
| 2005 | Olympus Guardian                                         | Triton                        |       |
| 2010 | Toy Story 3                                              | Andy Davis                    |       |
| 2010 | The Chronicles of Narnia: The Voyage of the Dawn Treader | Edmund Pevensie               |       |
| 2010 | How to Train Your Dragon                                 | Hiccup Horrendous Haddock III |       |
| 2014 | How to Train Your Dragon 2                               | Hiccup Horrendous Haddock III |       |

### Televisión
| Año         | Título           | Personaje | Notas |
| ----------- | ---------------- | --------- | ----- |
| 2002 - 2003 | Olympus Guardian | Triton    |       |

## Premios y nominaciones
| Año  | Premio                | Categoría              | Trabajo              | Resultado |
| ---- | --------------------- | ---------------------- | -------------------- | --------- |
| 2001 | 9th SBS Drama Awards  | Mejor actor revelación | Ladies of the Palace | Ganó      |
| 2002 | 16th KBS Drama Awards | Mejor actor revelación | Magic Kid Masuri     | Ganó      |
| 2009 | 23rd KBS Drama Awards | Mejor actor revelación | The Queen Returns    | Nominado  |